# Phillip Andersen
Phillip Friis Andersen (Copenaghen, 9 aprile 1991) è un ex giocatore di football americano danese che ha giocato nel ruolo di kicker.
Dopo aver giocato per le squadre danesi degli Amager Demons e degli Herlev Rebels è passato per un anno ai tedeschi Berlin Adler (con i quali ha vinto la BIG6 2014); è poi tornato in Danimarca ai Søllerød Gold Diggers e di nuovo in Germania ai Berlin Rebels. È poi stato scelto nel 2019 nell'ambito dell'Husted Kicking Pro Camp dai Tampa Bay Buccaneers (venendo però rilasciato alla fine del mese di aprile), per passare in seguito - dal 2021 - alla squadra professionistica tedesca degli Hamburg Sea Devils.

## Palmarès
- 1 Europeo B (2013)
- 1 BIG6 European Football League (2014)